# Буюпи, Элиот
Элиот Буюпи (алб. Eliot Bujupi; родился 3 июля 2006) — косовский и немецкий футболист, нападающий клуба «Штутгарт II» и национальной сборной Косова.

## Клубная карьера
Буюпи выступал за юношеские команды футбольных клубов «Зиндельфинген» и «Штутгартер Киккерс», в 2017 году присоединился к футбольной академии «Штутгарта». В июле 2024 года подписал долгосрочный контракт с клубом.
30 ноября 2024 года дебютировал за «Штутгарт II» в матче Третьей лиги Германии против «Вальдхофа». 7 декабря 2024 года забил свой первый гол за «Штутгарт II» в матче Третьей лиги Германии против «Алеманнии».

## Карьера в сборной
Элиот родился и вырос в Германии в семье выходцев из Косово. С 2021 по 2023 год выступал за сборные Германии до 16 до 17 лет.
24 июня 2023 года Футбольная федерация Косова объявила, что Элиот Буюпи принял решение выступать за национальную сборную Косова. 15 ноября 2023 года он дебютировал за сборную Косова до 19 лет в матче против Словакии и отметился забитым мячом.
30 августа 2024 Буюпи получил свой первый вызов в главную сборную Косова на матчи Лиги наций УЕФА против сборных Румынии и Кипра. 9 сентября 2024 года дебютировал за главную сборную Косова, выйдя на замену в матче против сборной Кипра.